# Aristidis Uzunidis
Aristidis Uzunidis, gr. Αριστείδης Ουζουνίδης (ur. 21 października 1938 w Knidi) – grecki polityk i samorządowiec, od 1983 do 1984 poseł do Parlamentu Europejskiego I kadencji.

## Życiorys
Zaangażował się w działalność polityczną w ramach Ogólnogreckiego Ruchu Socjalistycznego. W 1981 kandydował do Parlamentu Europejskiego, mandat uzyskał 9 czerwca 1983 w miejsce Emanuila Poniridisa. Przystąpił do Partii Socjalistów, należała m.in. do Komisji ds. Kwestii Prawnych oraz Komisji ds. Regulaminu i Petycji. W 1998 skutecznie kandydował w wyborach samorządowych w gminie Grewena.